# قانون اساسی ایرلند

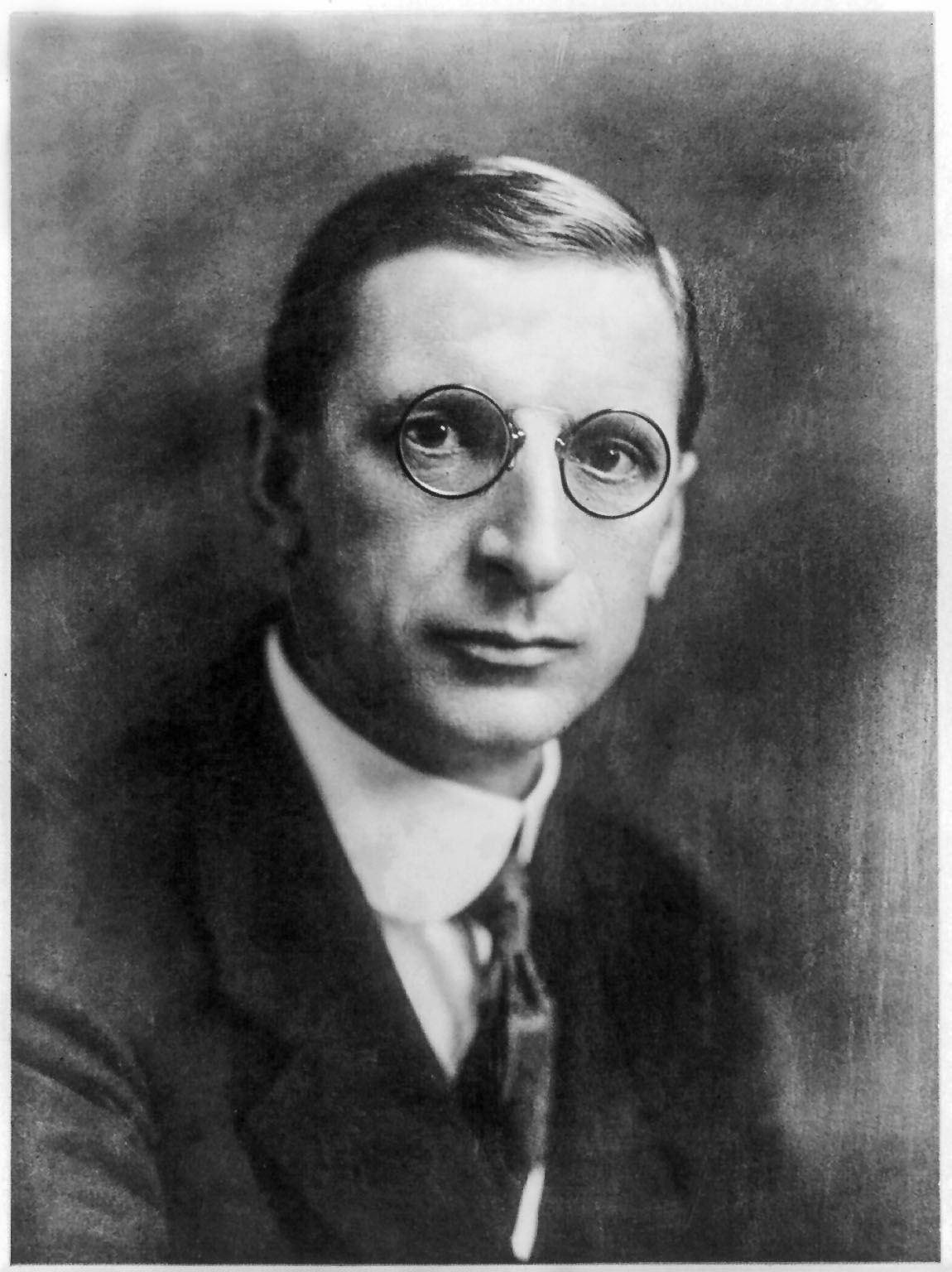
تنظیم کننده قانون اساسی Eamon de Valera

قانون اساسی ایرلند (بهایرلندی:Bunreacht na hÉireannبا تلفظ [ˈbˠɔnrʲaxtˠ nˠə ˈhe:rʲənˠ]) قانون اساسی و بالاترین قانون ایرلند می‌باشد. این قانون اشاره به حاکمت ملی مردم ایرلند بر کشور دارد. قانون اساسی به‌طور گسترده بر سنت لیبرال دموکراسی بنا شده که بر اساس سیستم دموکراسی نیابتی است. این قانون به تضمین حقوق اساسی مردم و انتخاب مستقیم رئیس‌جمهور غیر اجرایی و دو پارلمان بر اساس نظام وستمینستر و تفکیک قوا و اصول قضایی اشاره می‌کند.
این دومین قانون اساسی ایرلند پس از استقلال است که جایگزین قانون اساسی ۱۹۲۲ با نام قانون اساسی کشور آزاد ایرلند شده‌است. این قانون در همه‌پرسی ۱ ژوئیه ۱۹۳۷ تصویب شد و در ۲۹ دسامبر همان سال به اجرا درآمد. قانون اساسی ایرلند تنها از طریق رفراندوم می‌تواند تغییر کند.

## مفاد اصلی
متن رسمی قانون اساسی متشکل از یک مقدمه و پنجاه مقاله تحت شانزده سرفصل می‌باشد. این قانون شامل حدود ۱۶٬۰۰۰ کلمه است. سرفصل‌ها:
1. ملت (۱–۳)
2. کشور (۴–۱۱)
3. رئیس‌جمهور (۱۲–۱۴)
4. مجلس ملی (۱۵–۲۷)
5. دولت ملی (۲۸)
6. دولت‌های محلی (۲۸)
7. روابط بین‌الملل (۲۹)
8. دادستان کل (۳۰)
9. شورای ملی (۳۱–۳۲)
10. شورای رسیدگی و حسابرسی (۳۳)
11. دادگاه‌ها (۳۴–۳۷)
12. دادگاه جرائم (۳۹–۳۹)
13. حقوق اساسی (۴۰–۴۴)
14. بخشنامه اصول سیاست اجتماعی (۴۵)
15. متمم قانون اساسی (۴۶)
16. همه‌پرسی (۴۷)
17. لغو قانون اساسی و تداوم قوانین (۴۸–۵۰)
18. تشکیل دادگاه تجدیدنظر: مقررات انتقالی (۶۴)